# Arminda brunneri
Arminda brunneri is een rechtvleugelig insect uit de familie veldsprinkhanen (Acrididae). De wetenschappelijke naam van deze soort is voor het eerst geldig gepubliceerd in 1892 door Krauss.
1. ↑  (en) Arminda brunneri op de IUCN Red List of Threatened Species.